# 爾朱買珍
爾朱買珍（？—？），北秀容（今山西省忻州市忻府區）人，南北朝北魏政治人物。

## 生平
爾朱買珍父亲爾朱俟真，在魏孝文帝时官至并州安州刺史，封始昌侯。爾朱買珍在魏宣武帝时官至武衞將軍、華州刺史。魏節閔帝以爾朱世隆為儀同三師，位次上公之下。贈爾朱買珍相國、錄尚書事、大司馬。

## 家庭

### 祖父
- 尔朱勤，北魏梁郡公

### 父亲
- 尔朱字真，北魏始安公

### 夫人
- 清河公主

### 子女
- 尔朱元静，嫁北魏骠骑大将军、中军大都督、北海郡公叱列延庆，封阳平长郡君
- 尔朱彦伯，北魏使持节、侍中、开府仪同三司、骠骑大将军、右光禄大夫、博陵王
- 尔朱仲远，北魏大将军、左光禄大夫、兖州刺史、彭城王
- 尔朱世隆，北魏骠骑大将军、侍中、太保、开府、尚书令、仪同三师、乐平郡王
- 尔朱承世，北魏抚军将军、金紫光禄大夫、侍中、御史中丞、赵郡文贞公
- 尔朱弼，北魏骠骑大将军、开府仪同三司、青州刺史、朝阳王
- 尔朱袭，北魏中坚将军、员外散骑常侍、右军都督、万年武恭伯

## 引用
1. ↑  《魏書·卷七十五·列傳第六十三》：祖侯真，高祖時并安二州刺史、始昌侯。父買珍，世宗時武衞將軍，出為華州刺史。……彥伯弟仲遠……仲遠弟世隆